# ジュリアス・ウェクター
ジュリウス・ウェクター（Julius Wechter、1935年5月10日 - 1999年2月1日）は、アメリカのミュージシャン兼作曲家。著名なマリンバとヴィブラフォン奏者でさまざまな打楽器も演奏した。

## 略歴
1935年、ユダヤ人の家族にシカゴで生まれた。
1950年代にマーティン・デニー・グループでヴィブラフォン（ヴァイブス）とパーカッションを担当。
1960年代初頭には映画のサウンドトラックやテレビ、またビーチ・ボーイズやモンキーズ、ソニー＆シェールなどのセッションワークに参加し、フィル・スペクターのプロダクションでも活躍。
とりわけ、ビーチ・ボーイズには、「Do You Wanna Dance?」のコーラス部分での劇的なティンパニや「Let's Go Away for Awhile」での卓越したヴィブラフォンなどで貢献した。
1962年以降、ハーブ・アルパートとの長い成功を収めた。関係の始まりは、1962年に彼がパーカッションで「The Lonely Bull」に参加。後に「Spanish Flea」を作曲。
1960年代のハーブアルパート＆ティファナブラスのアルバムでマリンバとヴィブラフォンを演奏。それらのアルバムの少なくとも一曲は作曲。
著名なスタジオミュージシャン故、正式メンバーでなかったため、当時は公にその功績が認められなかったにもかかわらず、ティファナ・ブラスのサウンドとスタイルに多くの貢献。
アルパートの勧めにより、1963年にバハ・マリンバ・バンドを結成し、非常に成功した。
バンドはBillboardのトップ100に4曲をランクインさせ、Easy Listening Top 40にも多数の曲を送り込む。
バンドが1970年代半ばに解散すると、ウェクターは再びテレビや映画に注力し、ディズニー映画『Midnight Madness』の音楽を担当。
彼は1970年代半ばにもハーブ・アルパートのツアー版ティファナ・ブラスに参加し続けた。
晩年には心理学に専念し、修士号を取得し、トゥレット症候群協会のカリフォルニア南部支部の副会長を務めた。
カリフォルニアの自宅で肺癌のために63歳で死去。彼の曲「Spanish Flea」が『ザ・シンプソンズ』のエピソード「Sunday, Cruddy Sunday」で使用された翌日だった。